# Роберт I (виконт Юзеса)
Роберт I (фр. Robert Ier d’Uzès; 1300—1349) — сеньор с 1318/1328, первый виконт Юзеса с 1328.

## Биография
Сын Бермона III, сеньора д’Юзес (ум. не позднее 1328). Участвовал во Фландрском походе Филиппа VI. Чтобы вознаградить его за службу, король возвёл сеньорию Юзес в статус графства (1328).

## Семья
В 1320 году женился на Жиоте де Покьер, дочери Раймона-Декана де Покьера, сеньора де Бельгар, вдове Ги III де ла Роша, сеньора де Покьер. Она принесла в приданое сеньорию Бельгар.
Дети:
- Декан III, виконт Юзеса
- Луи
- Раймон д’Юзес, с 1341 сеньор де Бельгар
- Жеан д’Юзес, епископ Нима с 1372
- Гиота, первый муж — Луи д’Эспань, принц дез Иль Фортуне, второй муж — Эймар де Пуатье, сеньор де Шалансон.